# Состязание (мультфильм)
«Состязание» — советский короткометражный рисованный мультипликационный фильм 1986 года.
О сражении между двумя мальчиками, вооруженными чёрной и белой красками.
Второй из двух сюжетов мультипликационного альманаха «Весёлая карусель» № 17.

## Сюжет
Два мальчика устраивают соревнование. Один из них вооружён кистью с белилами, другой — с чернилами. Начиная рисовать на стене, они создают всё новых и новых персонажей, вступающих в борьбу. Сначала это цыплёнок и ворона, потом индюк и свинья. Свинья превращается в дракона, индюк — в лошадь. Но вот лошадь вырастает в белого слона. Что же делать мальчику с чернилами? Он сажает слона за чёрную решётку. И тут конфликт переходит от нарисованных персонажей к самим художникам — начинается драка. В ходе потасовки мальчики меняются кистями — и снова в битву вступают нарисованные на стене герои и предметы. Конфликту, кажется, не будет конца, когда неожиданно получается создать то, что гармонично совмещает и белое и чёрное — ночное небо со звёздами. Занавес небес приоткрывается, и становится видно, что противоположности могут сосуществовать мирно: это и полосатая зебра, и матрос в тельняшке, и чёрно-белая кошка, и пингвин, и сорока. А в конце во время показа заключительных финальных титров — показаны клавиши обычного фортепиано, похожие на длинную тропинку, и окончательно примиряют бывших противников.

## Создатели
| режиссёр                  | Людмила Кошкина                                      |
| художник-постановщик      | Людмила Кошкина                                      |
| художники-мультипликаторы | Эльвира Маслова, Наталия Богомолова, Дмитрий Куликов |
| сценарист                 | Роза Хуснутдинова                                    |
| композитор                | Владимир Давыденко                                   |